# Pyrrhopappus carolinianus
Pyrrhopappus carolinianus là một loài thực vật có hoa trong họ Cúc. Loài này được (Walter) DC. miêu tả khoa học đầu tiên năm 1838.